# Sublimazione

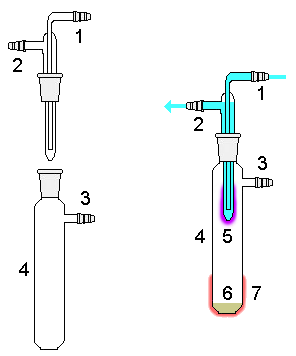
Semplice apparecchio di sublimazione. L'acqua, solitamente fredda, viene fatta circolare con lo scopo di diminuire la temperatura per permettere il deposito del sublimato.
1 Ingresso acqua di raffreddamento 2 Uscita acqua di raffreddamento 3 Linea gas/vuoto 4 Camera di sublimazione 5 Sublimato 6 Composto da purificare 7 Riscaldamento esterno

La sublimazione di una sostanza semplice o di un composto chimico è la sua transizione di fase dallo stato solido allo stato aeriforme, senza passare per lo stato liquido.
Nel linguaggio corrente il processo opposto si chiama "brinamento".

## Descrizione termodinamica
I composti chimici e le sostanze semplici possono avere quattro differenti stati della materia: solido, liquido, aeriforme e plasmatico. Il loro stato dipende dalla temperatura e dalla pressione ed è descritto dai diagrammi di fase. Solitamente, nelle normali condizioni ambientali, per passare da solido ad aeriforme è necessario attraversare lo stato liquido. In determinate condizioni di pressione, al variare della temperatura, si può passare direttamente dallo stato solido a quello aeriforme.
La pressione di sublimazione è la pressione di vapore della sostanza e non la pressione dell'intero sistema.

## Esempi di sublimazione inversa
Un esempio di sublimazione inversa è costituito dai vapori di zolfo, che vanno incontro a sublimazione per raffreddamento a pressione atmosferica, questa è la ragione alla base dei depositi di zolfo spesso presenti e visibili sul terreno nelle cosiddette solfatare.
Questo passaggio diretto da ghiaccio ad aeriforme, è stato inoltre osservato sulla superficie di Marte dalla sonda Phoenix Mars Lander.

## Applicazioni
Un'applicazione di questa proprietà fisica, è la termostampa per sublimazione, tecnica molto usata per la stampa di tessuti. In chimica la sublimazione viene sfruttata per la purificazione delle sostanze, tramite riscaldamento sotto vuoto del solido in appositi apparecchi. In queste condizioni il solido passa in fase aeriforme e successivamente sarà fatto solidificare su una superficie raffreddata, con le impurità che costituiranno il residuo rimasto sul fondo della camera di sublimazione.